# Companhia de Telecomunicações de Macau
Pour les articles homonymes, voir CTM.
La Companhia de Telecomunicações de Macau, SARL, connue localement par le sigle CTM, est une entreprise de télécommunications basée à Macao.
Elle a la concession exclusive des services de télécommunications fixes, sauf Internet, le télégraphe et le Télex jusqu'en décembre 2011. Sur une base concurrentielle, elle offre les services Internet et téléphonie mobile.